# گوران رادنوویچ

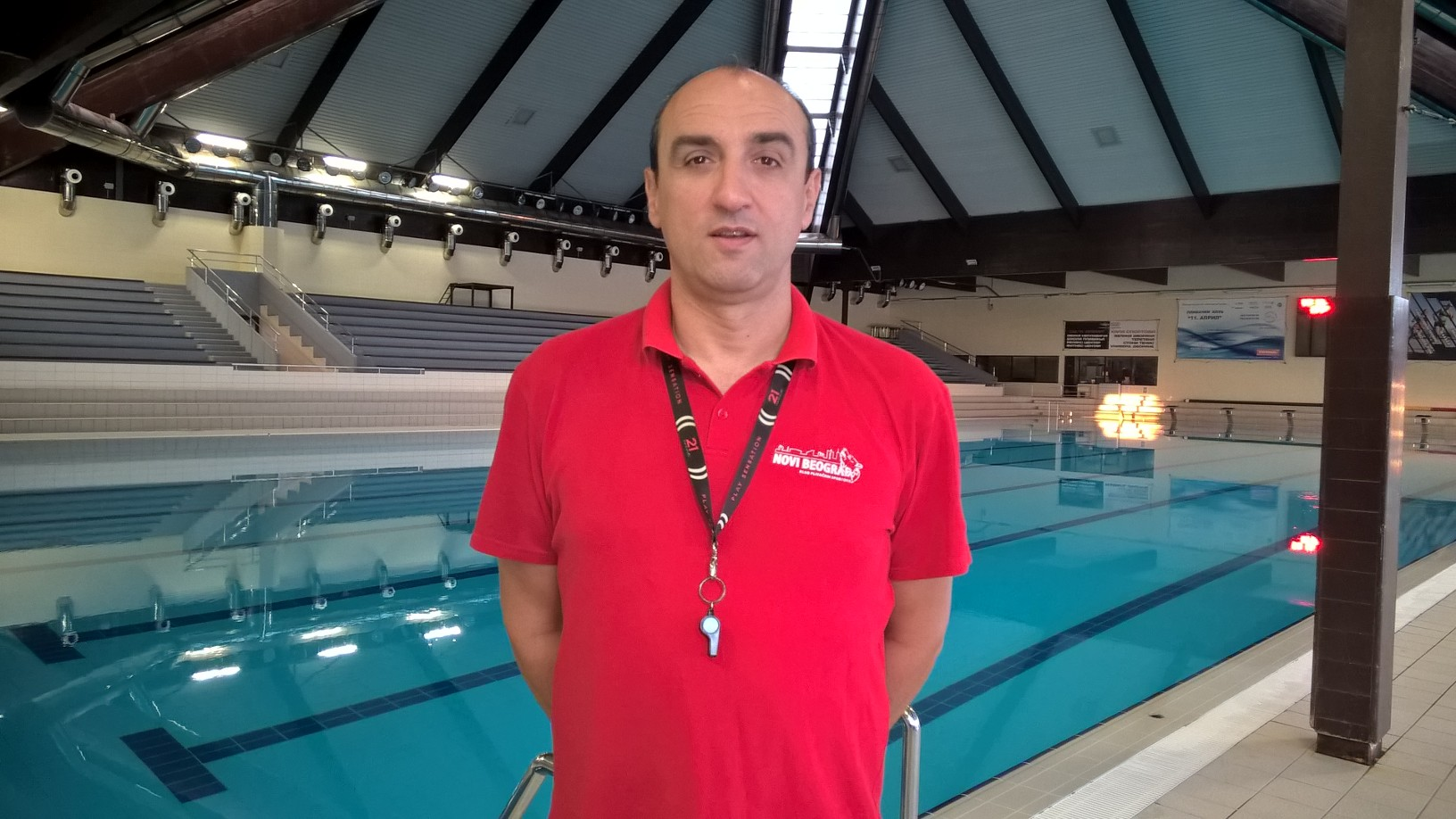
گوران رادنوویچ

گوران رادنوویچ (سیریلیک صربی: Горан Рађеновић؛ زادهٔ ۴ نوامبر ۱۹۶۶) بازیکن واترپلو اهل یوگسلاوی بود.
وی در مسابقات کشوری و بین‌المللی در مجموع برندهٔ ۶ مدال طلا، ۴ مدال نقره، ۱ مدال برنز شده‌است.